# Papiermühle (Saal an der Saale)
Papiermühle (auch Rittersmühle genannt) ist ein Gemeindeteil der Marktes Saal an der Saale im unterfränkischen Landkreis Rhön-Grabfeld in Bayern.

## Lage
Die Einöde liegt an einem Mühlbach, der vom Fluss Milz abzweigt.

## Geschichte
Die Ersterwähnung erfolgte 1489 als „Mühlstatt zum hohen rad“. 1591 wurde sie „Die Rittere Muhlenn“ und „Die ansehnliche Papiermühle“ bezeichnet. 1832 hieß sie „Papiermühle, ehemals Rittermüle“. 1861 war der Name „Ritterspapiermühle“. Der Name Rittersmühle stammt vermutlich von dem früheren Besitzer der Schalke von Ostheim.